# Henryk Sztompka
Henryk Sztompka (Bogusławce perto de Lutsk,1 de abril 1901 — Cracóvia 21 de junho 1964) - foi um pianista polaco, premiado no Primeiro Concurso Internacional de Piano Fryderyk Chopin em Varsóvia (1927), atribuído pela Rádio Polaca.
Diplomado pelo conservatório de Varsóvia em 1926 foi aluno de Ignacy Jan Paderewski (1928-1932).